# Perles József
Perles József (külföldön: Joseph Perles, Baja, Bács megye, 1835. november 25. – München, 1894. március 4.) bölcseleti doktor, zsidó teológus és főrabbi.

## Élete
A gimnáziumot szülővárosában végezte, ahol atyja Perles Baruch Aser, az ottani zsidó hitközség rabbihelyettese, a teológiai tudományokba bevezette. A teologiát, bölcseleti s nyelvészeti tanulmányait a boroszlói rabbi-szemináriumban, illetve az egyetemen hallgatta. 1862-ben a pozsonyi Brüdergemeinde választotta hitszónokának, 1871-ben a müncheni hitközség rabbijának, ahol haláláig működött. Hazájával és annak tudományos köreivel élénk összeköttetésben állott.
Cikkei a Ben Chananjában (Szeged, 1858-60.).

## Munkái
- Zwei gottesdienstliche Verträge, gehalten im israel. Cultus-Tempel zu Baja, am Sabbath ... 5619. (den 24. Sept. 1859) und am ersten Tage des Succothfestes 5620. (den 13. okt. 1859). Pesth, 1859
- Melchemata Peschitomiana. Boroszló, 1859
- Über den Geist des Commentars des R. Moses b. Nachman zum Pentateuch und über Sein Verhältniss zum Pentateuch-Commentar Raschi's, in: "Monatsschrift" 1858 (megjegyzésekkel kiegészített kiadás, 1860)
- Die Jüdische Hochzeit in Nachbiblischer Zeit. Leipzig, 1860
- Die Leichenfeierlichkeiten im Nachbiblischen Judentum. Breslau, 1861 (engl. Übers. in "Hebrew Characteristics", New York 1875)
- R. Salomo b. Abraham b. Adereth: Sein Leben und Seine Schriften. Breslau, 1863
- Geschichte der Juden in Posen. Breslau, 1865
- David Cohen de Lara's Rabbinisches Lexicon Keter Kehunnah. Breslau, 1868
- Etymologische Studien zur Kunde der Rabbinischen Sprach- und Alterthumskunde. Breslau, 1871
- Zur Rabbinischen Sprach- und Sagenkunde. Breslau, 1873
- Thron und Circus des Königs Salomo. Breslau, 1873
- Die in einer Münchener Handschrift Aufgefundene Erste Lateinische Uebersetzung des Maimonidischen Führers. Breslau, 1875
- Das Buch Arugat Habosem des Abraham b. Asriel. Krotoschin, 1877
- Eine Neuerschlossene Quelle über Uriel Acosta. Krotoschin, 1877
- Kalonymos b. Kalonymos' Sendschreiben an Joseph Kaspi. München, 1879
- Beiträge zur Geschichte der Hebräischen und Aramäischen Studien, 1884
- Die Berner Handschrift des Kleinen Aruch, in: "Grätz Jubelschrift". Breslau, 1887
- Ahron ben Gerson Aboulrabi : La Légende d´Asnath fille de Dina et femme de Joseph. Paris, 1891
- Beiträge zur Rabbinischen Sprach- und Altertumskunde. Breslau, 1893